# Морі (Сідзуока)

Мо́рі (яп. 森町, もりまち, МФА: [moɾʲi mat͡ɕi̥]?) — містечко в Японії, в повіті Сюті префектури Сідзуока. Розташоване в західній частині префектури. Отримало статус містечка 1955 року. Площа становить 133,84 км². Станом на 1 серпня 2011 року населення складало 19 246  осіб, густота населення — 144 осіб/км². Основою економіки є сільське господарство.  